# Ботешть (Кимпень, Алба)
Ботешть, Ботешті (рум. Botești) — село у повіті Алба в Румунії. Адміністративно підпорядковане місту Кимпень.
Село розташоване на відстані 324 км на північний захід від Бухареста, 55 км на північний захід від Алба-Юлії, 63 км на південний захід від Клуж-Напоки.

## Населення
За даними перепису населення 2002 року у селі проживали 139 осіб, усі — румуни. Усі жителі села рідною мовою назвали румунську.